# Falkenstein/Harz
Falkenstein/Harz – miasto w Niemczech, w kraju związkowym Saksonia-Anhalt, w powiecie Harz. Powstało 1 stycznia 2002 r. w wyniku połączenia miasta Ermsleben z sześcioma gminami: Endorf, Meisdorf, Neuplatendorf, Pansfelde, Reinstedt oraz Wieserode. Leży ok. 10 km na zachód od Aschersleben.